# Tephrina guadarana
Tephrina guadarana là một loài bướm đêm trong họ Geometridae.